# Kördüğüm
Kördüğüm (en español: Intersección) es una serie de televisión turca de 2016, producida por Endemol Shine Turkey y emitida por Fox Turquía.

## Trama
Ali Nejat es un adinerado hombre de negocios que no está interesado en encontrar el amor y formar una familia. Por otro lado, Naz y Umut han estado casados por más de diez años. Ella es una joven pediatra, y él es un ambicioso diseñador de automóviles. Se enamoraron cuando jóvenes y se vieron obligados a casarse cuando Naz quedó embarazada. Desafortunadamente el bebé nació muerto y Naz tomó la dura decisión de no tener hijos. En un inicio, Naz apoya a Umut en sus planes, pero con el tiempo verá que su ambición está tomando su vida. El matrimonio comenzará a romperse después de que Ali Nejat entre en sus vidas.

## Reparto
- Belçim Bilgin como Naz Soylu Özer.
- İbrahim Çelikkol como Ali Nejat Karasu.
- Alican Yücesoy como Umut Özer.
- Saadet Aksoy como Eylül Eren (20-).
- Rojda Demirer como Neslihan.
- Murat Daltaban como Oğuz.
- Ayda Aksel como Ayşen İşleyen.
- Ege Aydan como Ayhan.
- Mehmet Aslantuğ como Enver Eren (18-).
- Tülay Günal como Feyza Karasu.
- Tuğrul Çetiner como Tarık Karasu.
- Ferit Aktuğ como Genco Alacra.
- Gözde Cığacı como Gökçe Özer.
- Tuncer Salman como İbrahim, İbo.
- Sabriye Kara como Cahide.
- Teoman Kumbaracıbaşı como Murat Seyhanlı (11-).
- Serdar Yeğin como Mert.
- Nurcan Eren como Gülümser.
- Ali Tutal como Hasan Yılmaz.
- Mesut Can Tomay como İsmail, İsot.
- Ayşegül Çaylı como Leyla (1-26).
- Erol Aydın como Müşfik.
- Yelda Alp como Ayşegül.
- Nuray Erkol como Hacer.
- Aybars Kartal Özson como Kaan Karasu.
- Semra San como Zeynep (20-31).
- Kaya Akkaya como Amir (20-26).
- Itir Esen como Süreyya/Muazzez (27-31).
- Zeynep Kumral como Aslı (27-31).
- Burcu Kara como Nihan (28-31).
- Gözde Mutluer como Melisa.
- Cihan Yenici como Emre.
- Naz Elmas como Didem Yılmaz (1-2).
- Cenk Kangöz como Kenan (1-9).
- Mehmet Aslan como Demir (11-12).

## Temporadas
| Temporada | Temporada | Episodios | Rango de episodios | Emisión original         | Emisión original      |
| Temporada | Temporada | Episodios | Rango de episodios | Inicio                   | Final                 |
| --------- | --------- | --------- | ------------------ | ------------------------ | --------------------- |
|           | 1         | 26        | 1 - 26             | 7 de enero de 2016       | 30 de junio de 2016   |
|           | 2         | 5         | 27 - 31            | 22 de septiembre de 2016 | 20 de octubre de 2016 |

## Premios y nominaciones
| Año  | Premios               | Categoría            | Nominado(a)         | Resultado | Ref.  |
| ---- | --------------------- | -------------------- | ------------------- | --------- | ----- |
| 2016 | Premios Altın Kelebek | Mejor actor infantil | Aybars Kartal Özson | Nominado  | [ 3 ] |